# Комова, Нина Ивановна
Ни́на Ива́новна Ко́мова (6 июля 1938, Москва — 19 октября 2022, Москва) — советский и российский архитектор. Член Союза архитекторов России, лауреат Государственной премии СССР в области литературы, искусства и архитектуры (1981), супруга скульптора Олега Комова.

## Биография
Родилась 6 июля 1938 года в Москве. В 1963 году окончила Московский архитектурный институт. Работала в проектном институте, преподавала. Вышла замуж за скульптора Олега Комова и была его соавтором во многих проектах. В 1981 году за памятник русскому живописцу А. Г. Венецианову в Вышнем Волочке они вместе получили Государственную премию СССР. Среди других их совместных работ памятники Пушкину в Твери и Болдино, Суворову и Рублёву в Москве, Ярославу Мудрому в Ярославле, Дмитрию Донскому на Куликовом поле. После смерти Олега Комова в 1994 году Нина Ивановна довела до конца несколько его незавершённых проектов.
Умерла 19 октября 2022 года. Похоронена рядом с мужем на Кунцевском кладбище (уч. 10).

## Семья
Была замужем за скульптором Олегом Комовым. У них родилось двое сыновей: художник Илья Комов и архитектор Алексей Комов.

## Награды и премии
- Государственная премия СССР в области литературы, искусства и архитектуры (1981) — за памятник А. Г. Венецианову в Вышнем Волочке (совместно с Олегом Комовым)[5].